# RDF - Rumori di fondo
RDF - Rumori di fondo è un film drammatico del 1996 diretto da Claudio Camarca. Ha vinto il premio per il miglior film alla 14ª edizione del Sulmonacinema Film Festival.

## Trama
Periferia di Roma. Zago è appena uscito di prigione e pianifica una rapina a un usuraio. Fra Zago e il fratello Francesco (un pastore) non corre buon sangue, però quest'ultimo, venuto a sapere del piano, cerca ugualmente di fermarlo con l'aiuto di Chiara (una prostituta), amante di Zago. Ma i due non riescono a dissuaderlo e decidono allora di accompagnarlo nell'azione. Zago finisce però per uccidere l'usurario e prendere in ostaggio la moglie di una delle vittime dell'uomo. La donna si trovava sul posto per ripagare l'uomo con favori sessuali ed era riuscita a chiamare la polizia prima che i rapinatori si accorgessero della sua presenza. Arriva sul posto l'ispettore Tiresia, un giocatore d'azzardo indebitato con la mala e disposto a tutto per denaro e per riabilitarsi agli occhi dei superiori. La situazione precipita: Francesco vorrebbe arrendersi e Zago lo aggredisce violentemente. A Chiara non rimane altro che uccidere Zago e consegnarsi alla polizia. Tiresia arresta Chiara e Francesco, e si appropria dei soldi dell'usuraio.